# 法國蝸牛

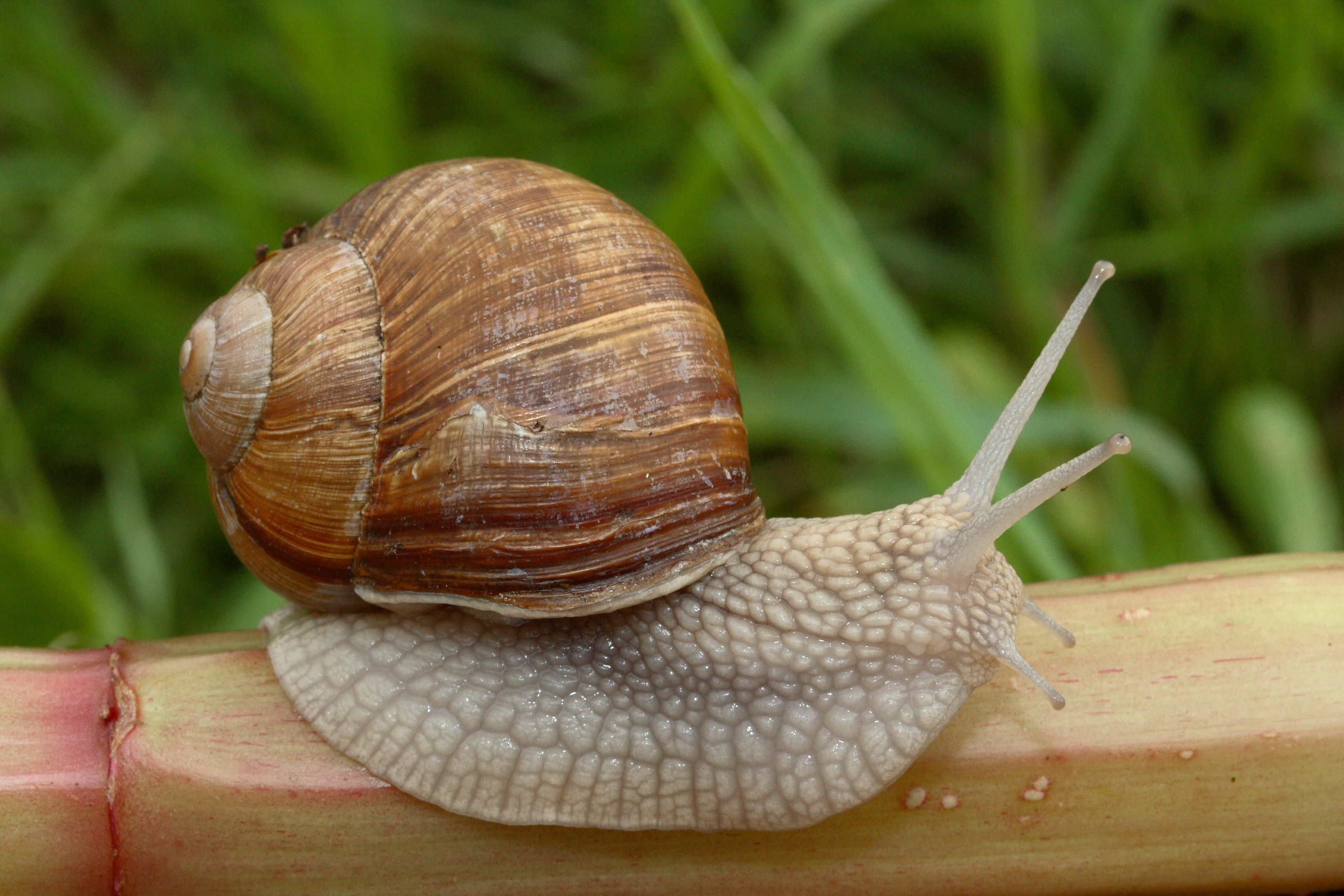
可作為法國蝸牛料理的一種蝸牛——罗曼蜗牛（Helix pomatia）

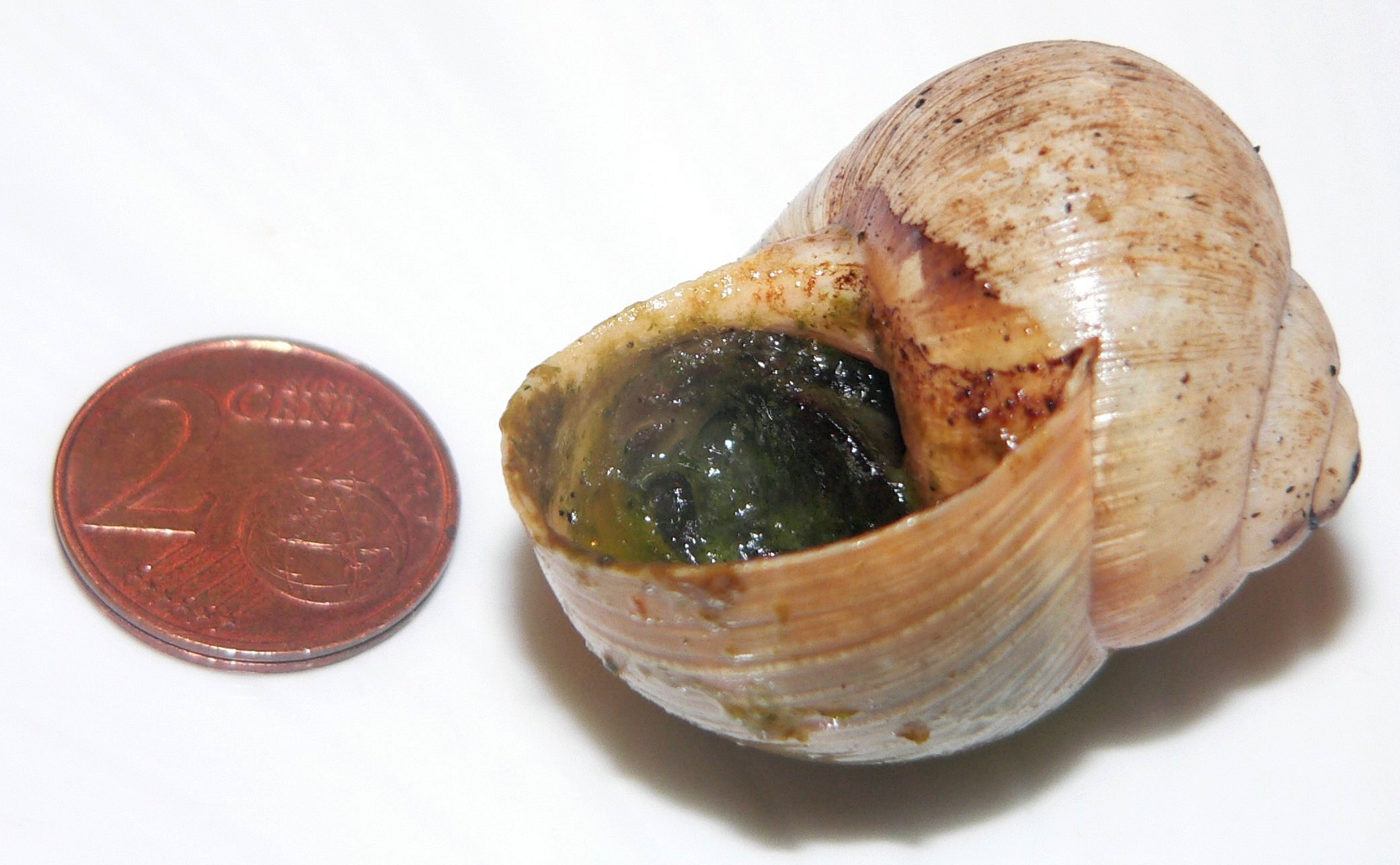
加入大蒜和香草黄油烹調的带壳法國蝸牛（与€0.02欧元硬币作对比）

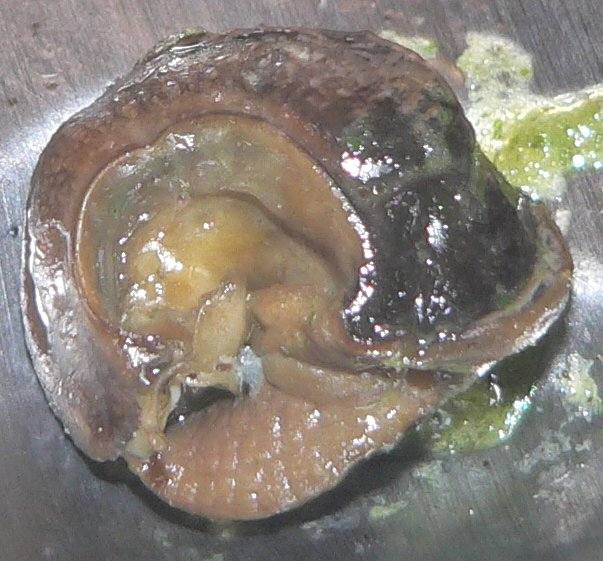
加入大蒜和香草黄油烹調的去壳法國蝸牛

法国蝸牛（法語：Escargots，法語發音：[ɛskaʁɡo] ⓘ），又稱作法式焗蝸牛，既可以指法国菜中那一道有奶油香蒜味的焗烤蝸牛，也可以指所有法國原產的蝸牛品種。

## 可食用的品種
在世界上並非所有的蝸牛都可以食用，當中大多數只是體型太小而無法食用，即使在可食用的品種裡也會不同品種的口感。
在法國，最常食用的蝸牛物種是羅馬蝸牛（Helix pomatia）。最此之外，有一類稱為法語：的蝸牛包含了多個物種，計有散大蜗牛（Helix aspersa，又稱花園蝸牛 Cornu aspersum）及歐洲蝸牛（Helix lucorum），均為食用品種。在歐洲其他地方，也有人吃Elona quimperiana。
在亞洲有食用蘋果螺科物種的，而這些人在移居北美洲後也把這習慣帶來。營養分析認為蝸牛是優良蛋白質的來源。

## 烹調與食用
由於蝸牛日常以泥土、腐殖質及各種不同品種的樹葉作食糧，蝸牛胃部裡的食物殘餘可能對人體有害。因此，在烹調之前，一定要先讓蝸牛禁食，讓蝸牛排出所有殘餘的食物，才可以把它們的消化系統切除，以準備食用。由於這項處理過程需時多天，一般急凍的蝸牛都已清理過。在美國及歐洲，亦有蝸牛農場專門培養烹調用的蝸牛。這些蝸牛的食糧都是研磨後的穀物，使食客可以放心食用。

## 營養價值
法国蜗牛是高蛋白低脂肪的食物，大约含有15%蛋白质，2.4%脂肪以及大约80%的水分。

## 做法

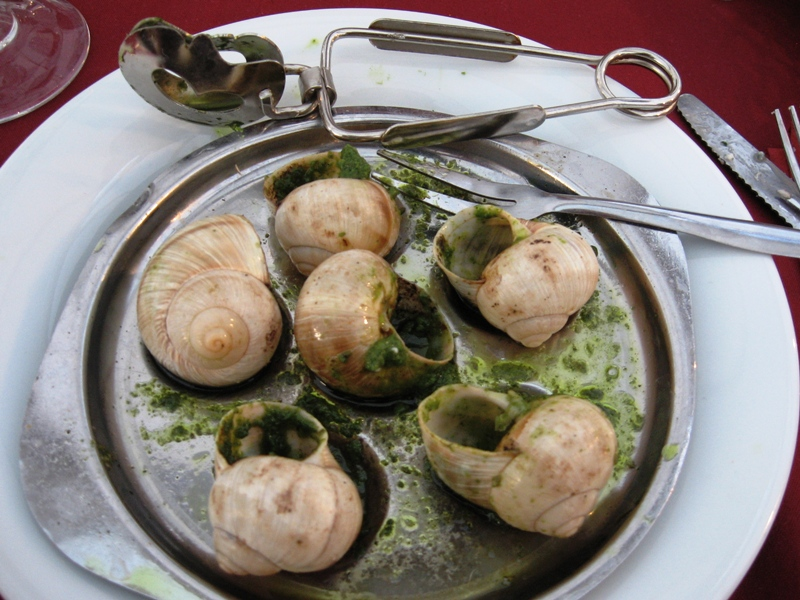
法國蝸牛、夹蜗牛的钳子和蜗牛叉

一般來說，蝸牛在烹調前都已把它的殼和內臟移除。最常見的烹調方式是與大蒜和奶油一起烹煮，然後把煮好的蝸牛肉和汁液放進殼裡。蝸牛一般都會用有小凹坑的碟來上菜，以防止蝸牛在碟上滾動。法国人也發明了一种专门吃蜗牛的叉子和钳子。鉗子的外貌像女性的睫毛鉗，而叉子則是一條很細的兩指叉。
除了用大蒜和黄油一起煮，亦有模仿海鮮的煮法，把蝸牛肉與马铃薯泥及培根一起烤焗。

## 參看
- 欧洲玉黍螺（英语：Common periwinkle）
- 蜗牛食品
- 非洲大蝸牛
- 炒田螺
- 蝸牛